# Bernhard Körner
Bernhard Körner (* 6. Juli 1949 in Klagenfurt) ist ein österreichischer römisch-katholischer Theologe und Priester. Er ist emeritierter Universitätsprofessor für das Fach Dogmatik an der Katholisch-Theologischen Fakultät der Universität Graz.

## Leben
Bernhard Körner, geb. 1949 in Klagenfurt, Studien der Theologie und Anglistik an der Karl-Franzens-Universität Graz. 1976 Priesterweihe in Graz, anschließend Kaplan am Dom von Graz, Studentenseelsorger in der Katholischen Hochschulgemeinde Graz, Spiritual am Priesterseminar und Religionslehrer am Akademischen Gymnasium Graz. 1979 promovierte er zum Doktor der Theologie. Ab 1983 Habilitationsstudium an der Katholisch-theologischen Fakultät der Universität Tübingen bei Max Seckler, Habilitation 1991 mit der Arbeit Melchior Cano. Ein Beitrag zur Theologischen Erkenntnislehre (Graz 1994).
Von 1993 bis 2017 war er ordentlicher Universitätsprofessor für Dogmatik an der Katholisch-Theologischen Fakultät der Karl-Franzens-Universität Graz; verschiedene Funktionen in der Fakultät, zuletzt 2003–2005 Dekan.
In den letzten Jahren verschiedene Funktionen auch in der Diözese Graz-Seckau und auf gesamtösterreichischer Ebene: Mitglied und Vorsitzender des Arbeitsausschusses des Priesterrates; Ökumene-Referent der Diözese; Vertreter der Diözese in der Ökumene-Kommission der Österreichischen Bischofskonferenz, Mitglied der Gemischt Katholisch-Evangelischen Kommission in Wien, Mitglied des Ökumenischen Rates der Kirchen in Österreich.
Seit 2005 Konsultor der Kongregation für das Katholische Bildungswesen und korrespondierendes Mitglied der Päpstlichen Akademie für Theologie.

## Forschungsschwerpunkte
- Theologische Erkenntnislehre (Bücher: Melchior Cano, De locis theologicis. Ein Beitrag zur Theologischen Erkenntnislehre; Die Bibel als Wort Gottes auslegen. Historisch-kritische Exegese und Dogmatik.)
- Theologisch-geistliche Themen (Bücher: Was vom Himmel kommt, muss aus der Erde wachsen. Weg christlicher Berufung. Gottes Gegenwart. Eine Entdeckungsreise zum Sinn der Eucharistie. Geistliche Begleitung und Bußsakrament. Impulse für die Praxis.)
- Die Theologie von Klaus Hemmerle und Hans Urs von Balthasars. (zahlreiche Aufsätze)

## Ehrungen und Auszeichnungen
Für sein Wirken als Seelsorger im Malteser Hospitaldienst Austria wurde Körner durch den Souveränen Malteserorden mit dem Verdienstkreuz pro piis meritis des Verdienstordens Pro Merito Melitensi ausgezeichnet.

## Schriften
- Der Begriff des Geheimnisses als Schnittpunkt zwischen Theologie und positiver Wissenschaft. Graz 1985, ISBN 3-7041-9024-1.
- Melchior Cano. De locis theologicis. Ein Beitrag zur theologischen Erkenntnislehre. Würzburg 1994, ISBN 3-7012-0023-8.
- Podoby fundamentálnej teológie. Banská Bystrica 1997, ISBN 80-967172-2-7.
- Was vom Himmel kommt, muss aus der Erde wachsen. Weg christlicher Berufung. Innsbruck 2002, ISBN 3-7022-2424-6.
- Gottes Gegenwart. Innsbruck 2005, ISBN 3-7022-2657-5.
  - Dievo akivaizdoje. Atradimo kelionė ieškantiems Eucharistijos prasmės. Vilnius 2009, ISBN 978-9955-29-107-7.
- Geistliche Begleitung und Bußsakrament. Würzburg 2007, ISBN 3-429-05726-4.
- mit Christa Baich und Christine Klimann: Glauben leben – Theologie studieren. Eine Einführung. Innsbruck 2008, ISBN 978-3-7022-2960-3.
- Die Bibel als Wort Gottes auslegen. Historisch-kritische Exegese und Dogmatik. Würzburg 2011, ISBN 978-3-429-03388-0.
- Freudig und furchtlos. Das II. Vatikanische Konzil wieder lesen. Graz 2012, ISBN 3-429-05726-4.
- Gute Gründe für ein Leben in der Kirche. Innsbruck 2012, ISBN 3-7022-3170-6.
  - Dobri razlozi za život u crkvi. Zagreb 2014, ISBN 978-953-11-0814-0.
- Orte des Glaubens – loci theologici. Würzburg 2014, ISBN 978-3-429-03752-9.
- Gott ist der Rede wert. Warum es Sinn macht, über Gott nachzudenken. Würzburg 2022, ISBN 3-429-05726-4.

### Zur Theologie von Hans Urs von Balthasar
- Fundamentaltheologie bei Hans Urs von Balthasar, in: Zeitschrift für katholische Theologie 109 (1987), 129–152.
- Das Unbedingte, Gott und die Ästhetik. Ein Versuch, gestützt auf die Theologie Hans Urs von Balthasars, in: Gerhard Larcher und Johannes Rauchenberger (Hrsg.): Unbedingte Zeichen. Glaube und Moderne an der Schwelle. Graz 1995, 23–25, ISBN 3-900993-55-6.
- Unerfindbar und plausibel. Offenbarung, Vernunft und Theologische Ästhetik bei Hans Urs von Balthasar, in: Gerhard Larcher (Hrsg.): Gott-Bild. Gebrochen durch die Moderne. Für Karl Matthäus Woschitz. Graz 1997, 209–222, ISBN 3-222-12544-9.
- Jesus must be catholic. The uniqueness and universality of Christ in the work of Hans Urs von Balthasar, in: Terrence Merrigan und Jacques Haers (Hrsg.), The myriad Christ. Plurality and the quest for unity in contemporary christology. Leuven 2000, 417–432, ISBN 90-5867-009-0.
- Wort Gottes, das das Wort Gottes bezeugt. Hans Urs Balthasar zur Schriftauslegung, in: Zeitschrift für katholische Theologie 124 (2002), 397–415.
- Kirchlichkeit der Theologie. Im Gespräch mit Henri des Lubac und Hans Urs von Balthasar, in: Karl Josef Wallner (Hrsg.): Auditorium Spiritus Sancti. Festschrift zum 200-Jahr-Jubiläum der Philosophisch-Theologischen Hochschule Heiligenkreuz 1802–2002. Grevenbroich 2004, 186–215, ISBN 3-934551-98-X.
- Dogmatik im Gespräch mit Hans Urs von Balthasar. Fakten und offene Möglichkeiten, in: Walter Kasper (Hrsg.), Logik der Liebe und Herrlichkeit Gottes. Hans Urs von Balthasar im Gespräch. Festgabe für Karl Kardinal Lehmann. Mainz 2006, 401–422, ISBN 3-7867-2601-9.

### Zur Theologie von Klaus Hemmerle/zur trinitarischen Ontologie
- La gnoseologia teologica alla luce di una ontologia trinitaria, in: Piero Coda und Lubomír Žák (Hrsg.): Abitando la trinità. Per un rinnovamento dell' ontologia. Roma 1998, S. 79–93, ISBN 88-311-3335-7.
- Thinking beyond the Reef. The Cross, Faith and Reason in the Trinitarian Ontology of Klaus Hemmerle, in: Communio. International Catholic Review XXVI, Nr. 4 (Fall 1999), 662–681, ISSN 0094-2065.
- Il Padre come luogo della teologia nella prospettiva dei loci theolgici, in: Nuova Umanitá XXII / 6 (2000), 851–861, ISSN 2240-2527.
- Dalla Theologia Dei alla Teologia di Gesù, in: Nuova Umanitá XXIV (2002/2–3), 249–263, ISSN 2240-2527.
- Theology based on communication an multiple Causality. Klaus Hemmerles Trinitarian Ontology as a starting point for a new paradigm of theology, in: Jacques Haers und Peter De Mey (Hrsg.): Theology and Conversation. Towards a Relational Theology. Leuven 2003, 255–268, ISBN 90-429-1388-6.
- Gott – der ganz andere? Überlegungen im Gespräch mit Klaus Hemmerle, in: Christian Wessely (Hrsg.): Kunst des Glaubens – Glaube der Kunst. Der Blick auf das ‚unverfügbar Andere’. Regensburg 2006, 166–182, ISBN 3-7917-2033-3.
- Beziehungs.Weise. Fragmente zum dreifaltigen Gott als Schlüssel zur Wirklichkeit, in: Peter Ebenbauer und Erich Renhart (Hrsg.): Trinität. Die Drei-Einheit Gottes im theologischen und künstlerischen Diskurs. Dokumentation des wissenschaftlichen Symposions vom 19. bis 22. Juni 2011 in Graz. Graz 2012, 241–257, ISBN 978-3-7011-0238-9.
- Der Logos wird neu geschenkt im Glauben an Jesus Christus. Einige Beobachtungen zu Glaube und Vernunft bei Klaus Hemmerle, in: PATH 7 (2008), 169–178, ISSN 2310-4430.

### Zur theologischen Erkenntnislehre
- La storia come locus theologicus in Melchor Cano, in: Inos Biffib und Costante Marabelli (Hrsg.): La teologia dal XV al XVII secolo. Metodi e prospettive. Atti del XIII. Colloquio Internazionale di Teologia di Lugano, Lugano, 28–29 Maggio 1999. Milano 2000, 113–127, ISBN 88-16-95111-7.
- Mystik und Spiritualität – ein locus theologicus? Erste Hinweise an Hand der Theologie von Hans Urs von Balthasar, in: Rivista Teologica de Lugano VI / Nr. 1 (2001), 221–238, ISSN 1420-6730.
- Melchior Cano, De locis theologicis, in: Michael Eckert, Eilert Herms, Bernd Jochen Hilberath und Eberhard Jüngel (Hrsg.): Lexikon der theologischen Werke. Stuttgart 2003, 182–183, ISBN 3-520-49301-2.
- Bedingungen der Erinnerung. Theologische Anregungen für eine gesellschaftliche Aufgabe, in: Karl Prenner und Theresia Heimerl (Hrsg.): Kultur und Erinnerung. Beiträge zur Religions-, Kultur- und Theologiegeschichte. Regensburg 2005, 153–174, ISBN 3-7917-1980-7.
- ‚Einswerden von Zeugnis und Zeuge in der Gemeinschaft der Zeugen‘. Erkenntnis im Glauben und Spiritualität der Gemeinschaft, in: PATH 5 (2006), 55–71, ISSN 2310-4430.
- Neues Interesse an der Lehre von den loci theologici. Bericht und Ausblick, in: PATH 9 (2010), 397–418, ISSN 2310-4430.
- Selbstüberlieferung Gottes durch Jesus Christus. Aspekte einer Theologischen Erkenntnislehre bei Walter Kasper, in: George Augustin, Klaus Krämer und Markus Schulze (Hrsg.): Mein Herr und mein Gott. Christus bekennen und verkünden. Festschrift für Walter Kardinal Kasper zum 80. Geburtstag. Wien 2013, 279–293, ISBN 3-451-30580-1.
- Übereignung an die Kirche als Grundakt der Glaubenserkenntnis. Joseph Ratzinger im Vergleich mit Max Seckler, in: Maximilian Heim und Justinus C. Pech (Hrsg.): Zur Mitte der Theologie im Werk von Joseph Ratzinger/Benedikt XVI. Regensburg 2013, 63–78, ISBN 3-7917-2545-9.
- Wahrheit – um Gottes und der Menschen willen, in: Justinus C. Pech und Alkuin Schachenmayr (Hrsg.): Zwischen Philosophie und Theologie. Interpretationen zu zentralen fundamental-theologischen Begriffen. Heiligenkreuz 2016, 24–38, ISBN 3-903118-04-4.